# Burchard I. von Goseck
Burchard I. von Goseck († nach 3. November 1017) war ab 991 Graf im Hassegau, ab 1003 Pfalzgraf von Sachsen, ab 1004 Graf von Merseburg und ab 1012 kaiserlicher Vogt.

## Hintergrund
Laut einer Urkunde vom 11. Januar 991 war das Hassegaus in zwei Gebiete aufgeteilt. Der südliche Teil, in dem sich Goseck befindet, bildete demnach zu jener Zeit eine eigene Grafschaft. Die Ortschaften Liedenstedi (Liederstädt bei Nebra), Zidici (Zützschdorf, bei Mücheln), Widri (Bedra, südlich von Zützschdorf), Zirtowa (Schortau bei Bedra), Grodisti (Gröst südlich von Schortau), Zuchibuli (Zeuchfeld, nordöstlich von Freyburg) und Reginheresdorf (Reinsdorf bei Nebra) lagen im Gebiet des Grafen Burchard. Die nördlicher gelegene Merseburger Grafschaft befand sich im Besitz des Grafen Esiko von Merseburg.
Der Graf von Goseck stand bei Kaiser Heinrich II. in hoher Gunst, da er insbesondere gegen die mächtigen Markgrafen von Meißen stand. Am 22. November 1004 erbte er von seinem Schwager Esiko von Merseburg den bedeutenden Burgward Merseburg, das heißt die Grafschaftsrechte und das dazugehörige Lehen, nicht aber das Eigengut, das Heinrich II. behielt.
1009 trat er dafür ein, dass Werner von Walbeck seine Markgrafschaft behalten durfte. 1015 nahm er mit dem Kaiser an einem Feldzug gegen Polen teil. Dabei wurde die Abteilung des deutschen Heeres, zu der Burchard gehörte, von den Polen in der Oberlausitz in einen Hinterhalt gelockt und die Truppen wurden fast vollständig vernichtet. Der Markgraf Gero von der Ostmark, ein Graf Volkmar und zweihundert Ritter starben während von Goseck schwer verwundet mit dem Erzbischof Gero von Magdeburg entkommen konnte. Um den 10. Februar 1016, nach einem Unwetter, erlitt er einen Schlaganfall, der jedoch nicht zum Tod führte, da er in einer Urkunde vom 3. November 1017 noch als lebend erwähnt wurde.

## Familie
Burchard war vermutlich ein Sohn des Grafen Burchard IV. im Hassegau und dessen Frau Emme von Merseburg. Der Stammbaum wurde wie folgt angenommen:
Burchard Markgraf der sorbischen Mark, † 908
- Burchard, Schwager des Königs Konrad I.
  - Dedo Graf im Hassegau
    - Burchard Graf, † in Kalabrien 981
      - Burchard I. von Goseck

    - Dedo Graf, † in Kalabrien 982
    - Thiedrich
      - Markgraf Dedo I. von Wettin-Ostmark
      - Friedrich I. von Wettin
- Bardo

Von Goseck heiratete Oda von Merseburg († 1045), Tochter und Erbin des Pfalzgrafen Siegfried II.
- Siegfried († 15. April 1038), 1017–1038 Pfalzgraf von Sachsen[3]
- Bruno (* um 1000; † 10. Februar 1055); ab 1037 Bischof von Minden[3]

Weitere Verwandte
- Friedrich I., 1038–1042 Pfalzgraf von Sachsen[6]